# 大內義綱
大内義綱（おおうち よしつな），為塩松石橋氏的重臣。
義綱於天文11年（1550年）將主君石橋尚義於鹽松城二之丸幽閉，掌握了石橋氏的實權、永禄11年（1568年）擔任田村氏的内應將尚義追放、並將塩松地方納入掌控。翌年，攻滅石橋氏的重臣宮森城主大河内備中守。之後成為田村氏的旗下。天正4年（1576年）入侵安積郡片平城並陷城，戰攻卓著。兒子定綱從田村氏中獨立，並與田村清顯交戰。